# 阿尔西塔
阿尔西塔（義大利語：Arsita），是意大利泰拉莫省的一个市镇。总面积34平方公里，人口892人，人口密度26.2人/平方公里（2009年）。ISTAT代码为067003。